# Weissenbach an der Triesting
Weissenbach an der Triesting – gmina targowa w Austrii, w kraju związkowym Dolna Austria, w powiecie Baden. Według Austriackiego Urzędu Statystycznego liczyło 1 733 mieszkańców (1 stycznia 2014).